# DTU Sundhedsteknologi
DTU Sundhedsteknologi eller DTU Health Tech er et institut på Danmarks Tekniske Universitet (DTU).
DTU Sundhedsteknologi uddanner ingeniører og udvikler ny teknologi og løsninger.
Instituttet blev oprettet i januar 2019, og har samarbejde med sundhedssektoren, industrien, forskningsinstitutioner og andre sundhedsaktører.
DTU Sundhedsteknologi har identificeret seks områder, som definerer instituttet:
- Diagnostic Imaging
- Digital Health Lab
- Personalised Therapy
- Precision Diagnostics
- Sensory and Neural Technology
- Surgical Technology

DTU Sundhedsteknologi har et tværvidenskabeligt akademisk miljø med kompetencer inden for bl.a. fysik, kemi, biologi, matematik, og computervidenskab, der understøtter målet om at skabe teknologi, viden og innovation inden for sundhedsområdet.
Professor Jan Ardenkjær-Larsen er konstitueret direktør.
Instituttet holder til i Kongens Lyngby og på Risø. 
Grundlaget for DTU Sundhedsteknologi blev dannet i 1993 ved etableringen af Center for Biologisk Sekvensanalyse (CBS), der var et forskningscenter, der udførte grundforskning inden for bioinformatik og systembiologi. Søren Brunak var centerleder fra 1993 til 2015.

## Eksterne kilder og henvisninger
- DTU Sundhedsteknologis website